# John Cale
John Cale (Garnant, Wales, 9. ožujka 1942.) je velški skladatelj, producent i multi-instrumentalist, klavijaturist te jedan od osnivača sastava The Velvet Underground. Od 1970. izdaje svoje albume. Cale sklada i filmsku glazbu. Godine 1996. primljen je u Rock and Roll kuću slavnih kao član Velvet Undergrounda. Surađivao je s poznatim glazbenicima kao što su npr. Brian Eno, The Stooges, Patti Smith, Nico i Siouxsie and the Banshees.

## Diskografija

### The Velvet Underground
- The Velvet Underground & Nico (1967.)
- White Light/White Heat (1968.)

### Solo albumi
- Vintage Violence (1970.)
- The Academy in Peril (1972.)
- Paris 1919 (1973.)
- Fear (1974.)
- Slow Dazzle (1975.)
- Helen of Troy (1975.)
- Honi Soit (1981.)
- Music for a New Society (1982.)
- Caribbean Sunset (1984.)
- Artificial Intelligence (1985.)
- Words for the Dying (1989.)
- Walking on Locusts (1996.)
- HoboSapiens (2003.)
- blackAcetate (2005.)
- Shifty Adventures in Nookie Wood (2012.)
- M:FANS (2016.)
- Mercy (2023.)

### Saradnja
- Church of Anthrax (1971.) (John Cale & Terry Riley)
- Songs for Drella (1990.) (Lou Reed & John Cale)
- Wrong Way Up (1990.) (Brian Eno & John Cale)
- Last Day on Earth (1994.) (John Cale & Bob Neuwirth)

## Vanjske poveznice
- Službene stranice
- John Cale u internetskoj bazi filmova IMDb-u (engl.)
- John Cale na Allmusic
- John Cale na Discogs